# Olula del Río (kommun)
Olula del Río är en kommun i Spanien.   Den ligger i provinsen Provincia de Almería och regionen Andalusien, i den sydöstra delen av landet, 400 km söder om huvudstaden Madrid. Antalet invånare är 6 500. Arean är 23,0 kvadratkilometer.
Terrängen i Olula del Río är kuperad norrut, men söderut är den platt.